# 8068 Vishnureddy
8068 Vishnureddy eller 1981 EQ28 är en asteroid i huvudbältet som upptäcktes den 6 mars 1981 av den amerikanska astronomen Schelte J. Bus vid Siding Spring-observatoriet. Den är uppkallad efter den indiska astronomen Vishnu Reddy.
Asteroiden har en diameter på ungefär 5 kilometer.